# Fullständig information
Fullständig information är inom spelteori ett begrepp som beskriver spel där samtliga spelare kan se tidigare drag. Exempelvis är schack ett spel med fullständig information, medan sänka skepp inte är ett sådan spel. Sänka skepp går istället att beskriva som ett spel med partiell information.

## Exempel på spel med fullständig information
- Damspel
- Fyra i rad
- Go
- Kalaha
- Kungen (patiens)
- Luffarschack
- Othello
- Pentago
- Pente
- Schack
- Shogi
- Hive

De flesta kortspel är spel med ofullständig information. Kortspelen abstrac och rysk mas är dock exempel på spel med fullständig information. Här vet man exakt vilka resurser motspelaren förfogar över i varje ögonblick.